# Tamāra Dauniene
Tamara Viktorovna Daunene (cirílico:Тамара Викторовна Даунене) (Yoshkar-Ola , 24 de agosto de 1954) é uma ex-basquetebolista russa que integrou a Seleção Soviética Feminina que conquistou a Medalha de Ouro disputada no XXI Jogos Olímpicos de Verão realizados em 1976 na Cidade de Montreal, Canadá.